# Ouled Farès (distrito)
Ouled Farès é um distrito localizado na província de Chlef, Argélia, e cuja capital é a cidade de mesmo nome, Ouled Farès.[carece de fontes?]

## Municípios
O distrito está dividido em três comunas:
- Ouled Farès
- Chettia
- Labiod Medjadja